# Agathosma ciliaris
Agathosma ciliaris är en vinruteväxtart som först beskrevs av Carl von Linné, och fick sitt nu gällande namn av George Claridge Druce. Agathosma ciliaris ingår i släktet Agathosma och familjen vinruteväxter. Inga underarter finns listade i Catalogue of Life.